# Plebicula hylas
Plebicula hylas är en fjärilsart som beskrevs av Eugen Johann Christoph Esper 1779. Plebicula hylas ingår i släktet Plebicula och familjen juvelvingar. Inga underarter finns listade i Catalogue of Life.